# Konjsko, Vojnik
Konjsko je naselje v Občini Vojnik.